# Chapultepec, delstaten Mexiko
Chapultepec även benämnd San Miguel Chapultepec, är en mindre stad i Mexiko, och administrativ huvudort i kommunen Chapultepec i delstaten Mexiko, i den centrala delen av landet. Staden hade 6 004 invånare vid folkräkningen 2010.